# غويلرمو مارتينيز (رامي الرمح)
غويلرمو مارتينيز هو رامي الرمح ‏ كوبي، ولد في 28 يونيو 1981 في كاماغواي في كوبا.

## وصلات خارجية
- غويلرمو مارتينيز على موقع الاتحاد الدولي لألعاب القوى (الإنجليزية)
- غويلرمو مارتينيز على موقع الدوري الماسي (الإنجليزية)
- غويلرمو مارتينيز على موقع اللجنة الأولمبية الدولية (الإنجليزية)
- غويلرمو مارتينيز على موقع أوليمبيديا (الإنجليزية)